# Exorista subnigra
Exorista subnigra är en tvåvingeart som först beskrevs av Wulp 1894.  Exorista subnigra ingår i släktet Exorista och familjen parasitflugor. Inga underarter finns listade i Catalogue of Life.